# Œufs mous d'Aveiro
Les œufs mous d'Aveiro (ovos moles de Aveiro en portugais) sont une confiserie du district d'Aveiro, au Portugal. Elle est composée de jaunes d'œuf cru battus avec du sirop de sucre blanc raffiné dans une pâte à hostie ou du papier de riz. 
Ce produit a été la première confiserie portugaise à obtenir un label de qualité européen ; il bénéficie d'une indication géographique protégée par l'Union européenne depuis 2008.
Leur saveur est sucrée et la consistance crémeuse, avec une texture épaisse, aurait pour origine la spécificité du climat local (municipalités d’Águeda, d’Albergaria-a-Velha, d’Aveiro, d’Estarreja, d’Ílhavo, de Mira, de Murtosa, d’Ovar, de Sever do Vouga et de Vagos.

## Histoire
Selon une source publique portugaise, il s'agit d'une douceur conventuelle (pâtisseries et confiseries que produisaient les religieuses) séculaire. Le roi Manuel Ier, en 1502, a accordé 10 arrobas de sucre par an provenant de l'île de Madère au couvent de Jésus, à Aveiro, pour la fabrication de bonbons. La Première République portugaise supprima les couvents en 1910, le savoir-faire fut donc repris par les femmes du lieu.
Ces œufs sont mentionnés par Eça de Queiroz en 1888, et par Emanuel Ribeiro, en 1928, sous leur version enrobée de chocolat,.

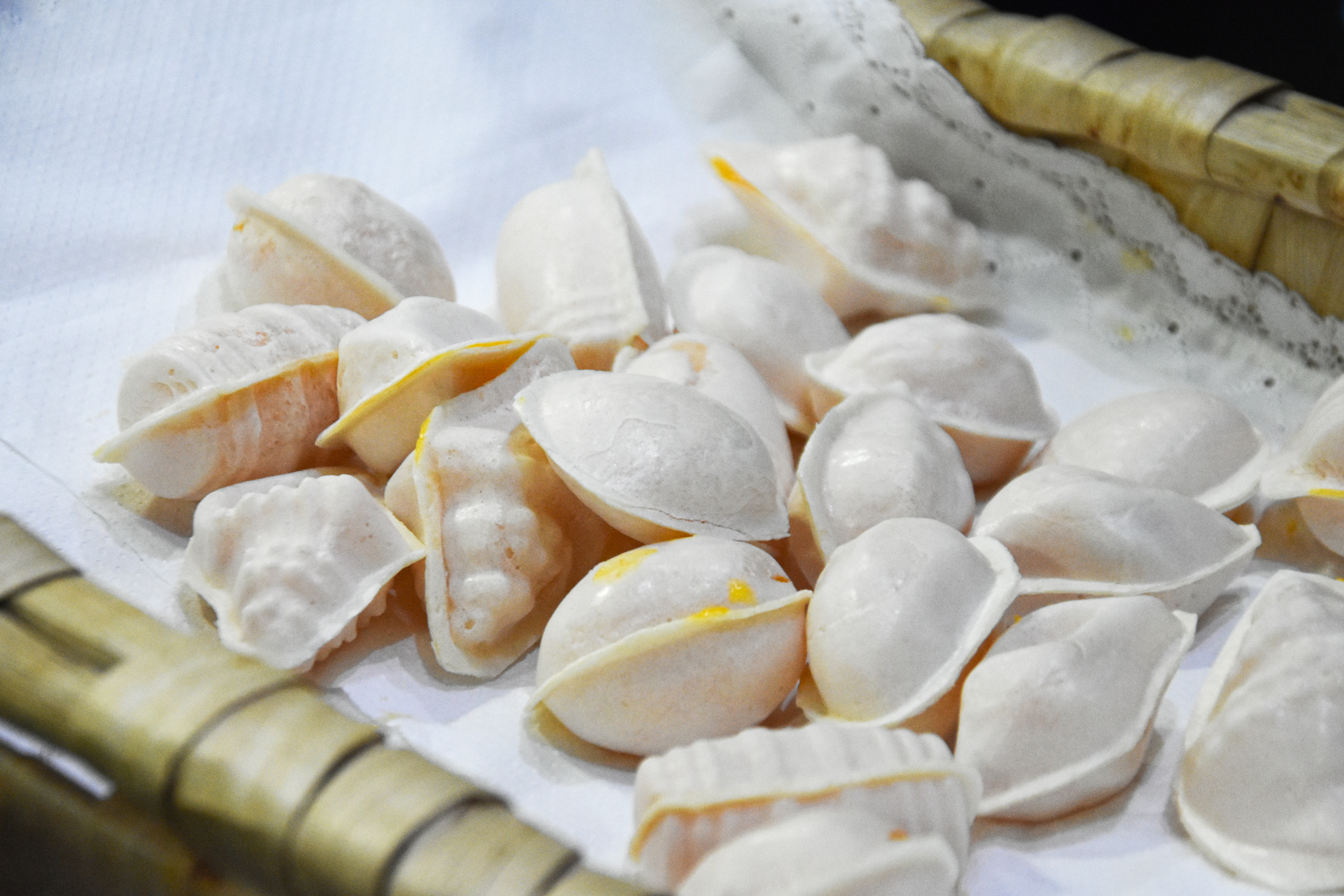
Différentes formes d'œufs mous évoquant la mer

Le premier brevet remonte à 1930 par la maison Maria Apresentação da Cruz e Herdeiros, Lda. On parle alors de ovos moles pretos (œufs mous noirs) ou ovos moles de chocolate. Le groupement APOMA regroupe les producteurs actuels.
La confiserie est l'objet d'une promotion commerciale soutenue. Vista Alegre, manufacture de porcelaine d'Aveiro, a créé un plat de service pour les œufs mous.

## Élaboration

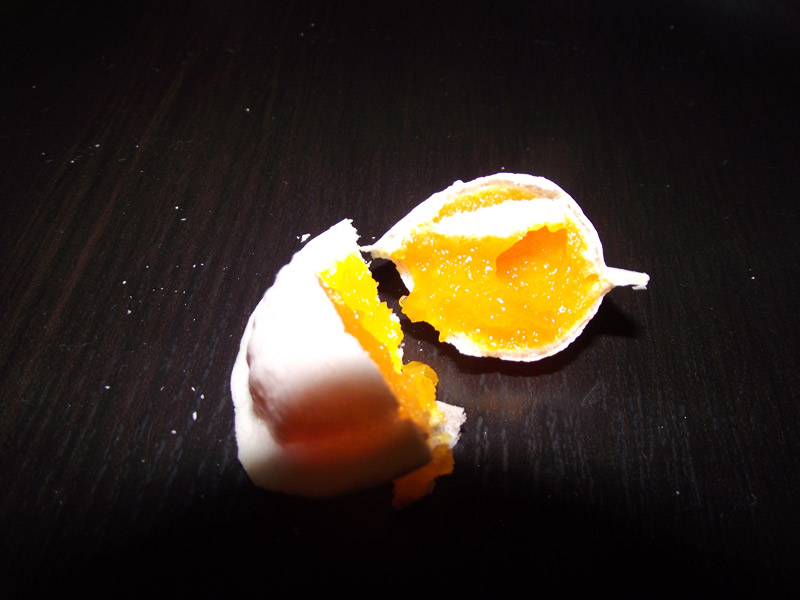
Œuf mou.

Les jaunes d'œufs crus et le sucre sont longuement mélangés puis portés à 110 °C, jusqu'à obtention d'une pâte homogène laissée à refroidir et reposer pendant 24 h. Cette pâte est disposée dans des enveloppes en pâte de riz ou de chocolat en forme de bateaux, coquillages, conques ou poissons.

## Diététique
La composition est la suivante : sucre 41 ± 5 % (ce pourcentage croit avec le vieillissement qui provoque une dessiccation), corps gras 17 ± 3 %, eau 29 ± 3 %, protéines 4,2 ± 1,1 %.
La valeur énergétique est de 362 kcal pour 100 g, soit environ 72 kcal pour un bonbon de 20 g.
La durée de conservation normale est de 15 jours. Ils doivent être transportés et conservés à une température comprise entre 8 et 25 °C.